# NGC 381
NGC 381 ist ein offener Sternhaufen im Sternbild Cassiopeia mit einer Winkelausdehnung von 7' und einer scheinbaren Helligkeit von +9,3 mag. Das Objekt wurde am 3. November 1787 von William Herschel entdeckt.